# 17e cérémonie des Critics' Choice Movie Awards
La 17e cérémonie des Critics' Choice Movie Awards, décernés par la Broadcast Film Critics Association, a eu lieu le 12 janvier 2012, et a récompensé les films sortis en 2011.
Les nominations ont été annoncées le 13 décembre 2011.

## Palmarès

### Meilleur film
- The Artist
  - The Descendants
  - Cheval de guerre (War Horse)
  - La Couleur des sentiments (The Help)
  - Drive
  - Extrêmement fort et incroyablement près (Extremely Loud and Incredibly Close)
  - Hugo Cabret (Hugo)
  - Minuit à Paris (Midnight in Paris)
  - Le Stratège (Moneyball)
  - The Tree of Life

### Meilleur réalisateur
- Michel Hazanavicius pour The Artist
  - Stephen Daldry pour Extrêmement fort et incroyablement près (Extremely Loud and Incredibly Close)
  - Alexander Payne pour The Descendants
  - Martin Scorsese pour Hugo Cabret (Hugo)
  - Steven Spielberg pour Cheval de guerre (War Horse)
  - Nicolas Winding Refn pour Drive

### Meilleur acteur
- George Clooney pour le rôle de Matt King dans The Descendants
  - Leonardo DiCaprio pour le rôle de J. Edgar Hoover dans J. Edgar
  - Jean Dujardin pour le rôle de George Valentin dans The Artist
  - Michael Fassbender pour le rôle de Brandon Sullivan dans Shame
  - Ryan Gosling pour le rôle du chauffeur dans Drive
  - Brad Pitt pour le rôle de Billy Beane dans Le Stratège (Moneyball)

### Meilleure actrice
- Viola Davis pour le rôle d'Aibileen Clark dans La Couleur des sentiments (The Help)
  - Elizabeth Olsen pour le rôle de Martha dans Martha Marcy May Marlene
  - Meryl Streep pour le rôle de Margaret Thatcher dans La Dame de fer (The Iron Lady)
  - Tilda Swinton pour le rôle d'Eva Khatchadourian dans We Need to Talk about Kevin
  - Charlize Theron pour le rôle de Mavis Gary dans Young Adult
  - Michelle Williams pour le rôle de Marilyn Monroe dans My Week with Marilyn

### Meilleur acteur dans un second rôle
- Christopher Plummer pour le rôle de Hal dans Beginners
  - Kenneth Branagh pour le rôle de Laurence Olivier dans My Week with Marilyn
  - Albert Brooks pour le rôle de Bernie Rose dans Drive
  - Nick Nolte pour le rôle de Paddy Conlon dans Warrior
  - Patton Oswalt pour le rôle de Matt Freehauf dans Young Adult
  - Andy Serkis pour le rôle de César dans La Planète des singes : Les Origines (Rise of the Planet of the Apes)

### Meilleure actrice dans un second rôle
- Octavia Spencer pour le rôle de Minny Jackson dans La Couleur des sentiments (The Help)
  - Bérénice Bejo pour le rôle de Peppy Miller dans The Artist
  - Jessica Chastain pour le rôle de Celia Foote dans La Couleur des sentiments (The Help)
  - Melissa McCarthy pour le rôle de Megan dans Mes meilleures amies (Bridesmaids)
  - Carey Mulligan pour le rôle de Sissy dans Shame
  - Shailene Woodley pour le rôle d'Alex King dans The Descendants

### Meilleur espoir
- Thomas Horn pour le rôle d'Oskar Schell dans Extrêmement fort et incroyablement près (Extremely Loud and Incredibly Close)
  - Asa Butterfield pour le rôle de Hugo Cabret dans Hugo Cabret (Hugo)
  - Elle Fanning pour le rôle d'Ally Dainard dans Super 8
  - Ezra Miller pour le rôle de Kevin Khatchadourian  dans We Need to Talk about Kevin
  - Saoirse Ronan pour le rôle de Hanna Heller dans Hanna
  - Shailene Woodley pour le rôle d'Alex King dans The Descendants

### Meilleure distribution
- La Couleur des sentiments (The Help)
  - The Artist
  - The Descendants
  - Les Marches du pouvoir (The Ides of March)
  - Mes meilleures amies (Bridesmaids)

### Meilleur scénario original
- Minuit à Paris (Midnight in Paris) – Woody Allen
  - 50/50 – Will Reiser
  - The Artist – Michel Hazanavicius
  - Les Winners (Win Win) – Tom McCarthy et Joe Tiboni
  - Young Adult – Diablo Cody

### Meilleur scénario adapté
- Le Stratège (Moneyball) – Steven Zaillian et Aaron Sorkin
  - The Descendants – Alexander Payne, Nat Faxon et Jim Rash
  - Extrêmement fort et incroyablement près (Extremely Loud and Incredibly Close) – Eric Roth
  - La Couleur des sentiments (The Help) – Tate Taylor
  - Hugo Cabret (Hugo) – John Logan

### Meilleure direction artistique
- Hugo Cabret (Hugo)
  - The Artist
  - Cheval de guerre (War Horse)
  - Harry Potter et les Reliques de la Mort - 2e partie (Harry Potter and the Deathly Hallows - Part 2)
  - The Tree of Life

### Meilleurs costumes
- The Artist
  - My Week with Marilyn
  - Jane Eyre
  - Hugo Cabret (Hugo)
  - La Couleur des sentiments (The Help)

### Meilleur maquillage
- Harry Potter et les Reliques de la Mort - 2e partie (Harry Potter and the Deathly Hallows - Part 2)
  - Albert Nobbs
  - La Dame de fer (The Iron Lady)
  - J. Edgar
  - My Week with Marilyn

### Meilleure photographie
(ex æquo)
- Cheval de guerre (War Horse)
- The Tree of Life
  - The Artist
  - Drive
  - Hugo Cabret (Hugo)

### Meilleur montage
- Millénium, les hommes qui n'aimaient pas les femmes (The Girl with the Dragon Tattoo)
  - The Artist
  - Cheval de guerre (War Horse)
  - Drive
  - Hugo Cabret (Hugo)

### Meilleur son
- Harry Potter et les Reliques de la Mort - 2e partie (Harry Potter and the Deathly Hallows - Part 2)
  - Cheval de guerre (War Horse)
  - Hugo Cabret (Hugo)
  - Super 8
  - The Tree of Life

### Meilleurs effets visuels
- La Planète des singes : Les Origines (Rise of the Planet of the Apes)
  - Harry Potter et les Reliques de la Mort - 2e partie (Harry Potter and the Deathly Hallows - Part 2)
  - Hugo Cabret (Hugo)
  - Super 8
  - The Tree of Life

### Meilleure chanson originale
- "Life’s a Happy Song" – Les Muppets, le retour (The Muppets)
  - "Hello Hello" interprétée par Elton John et Lady Gaga – Gnoméo et Juliette (Gnomeo & Juliet)
  - "Man or Muppet" – Les Muppets, le retour (The Muppets)
  - "Pictures in My Head" – Les Muppets, le retour (The Muppets)
  - "The Living Proof" interprétée par Mary J. Blige – La Couleur des sentiments (The Help)

### Meilleure musique de film
- The Artist – Ludovic Bource
  - Cheval de guerre (War Horse) – John Williams
  - Drive – Cliff Martinez
  - Hugo Cabret (Hugo) – Howard Shore
  - Millénium, les hommes qui n'aimaient pas les femmes (The Girl with the Dragon Tattoo) – Trent Reznor et Atticus Ross

### Meilleur film étranger
- Une séparation (جدایی نادر از سیمین) •  Iran
  - Et maintenant, on va où ? (وهلّأ لوين؟) •  Liban/ France
  - La piel que habito •  Espagne
  - In Darkness (W ciemności)  •  Pologne
  - Le Havre •  France

### Meilleur film d'action
- Drive
  - Fast and Furious 5 (Fast Five)
  - Hanna
  - La Planète des singes : Les Origines (Rise of the Planet of the Apes)
  - Super 8

### Meilleure comédie
- Mes meilleures amies (Bridesmaids)
  - Comment tuer son boss ? (Horrible Bosses)
  - Crazy, Stupid, Love
  - Minuit à Paris (Midnight in Paris)
  - Les Muppets, le retour (The Muppets)

### Meilleur film d'animation
- Rango
  - Les Aventures de Tintin : Le Secret de La Licorne (The Adventures of Tintin : The Secret of the Unicorn)
  - Le Chat potté (Puss in Boots)
  - Kung Fu Panda 2
  - Mission : Noël (Arthur Christmas)

### Meilleur documentaire
- George Harrison: Living in the Material World
  - À la une du New York Times (Page One: Inside the New York Times)
  - Buck
  - La Grotte des rêves perdus (Cave of Forgotten Dreams)
  - Le Projet Nim (Project Nim)
  - Undefeated

## Joel Siegel Award
- Sean Penn

## Music + Film Award
- Martin Scorsese

## Récompenses et nominations multiples

### Nominations multiples
11 : The Artist, Hugo Cabret
8 : Drive,
7 : Cheval de guerre, The Descendants
6 : La Couleur des sentiments
4 : Harry Potter et les Reliques de la Mort - 2e partie, Les Muppets, le retour, Super 8, The Tree of Life
3 : Extrêmement fort et incroyablement près, Mes meilleures amies, Minuit à Paris, La Planète des singes : Les Origines, Le Stratège, Young Adult
2 : La Dame de fer, Hanna, J. Edgar, Millénium, les hommes qui n'aimaient pas les femmes, Shame,  We Need to Talk about Kevin

### Récompenses multiples
4 / 11 : The Artist
3 / 6 : La Couleur des sentiments
2 / 4 : Harry Potter et les Reliques de la Mort - 2e partie